# Ураєво-Магазь
Ура́єво-Мага́зь (рос. Ураево-Магазь, чув. Урай Макаç) — присілок у складі Чебоксарського району Чувашії, Росія. Входить до складу Атлашевського сільського поселення.
Населення — 145 осіб (2010; 110 у 2002).
Національний склад:
- чуваші — 92 %